# Poeciloxestia coriacea
Poeciloxestia coriacea är en skalbaggsart som beskrevs av Martins och Monné 2005. Poeciloxestia coriacea ingår i släktet Poeciloxestia och familjen långhorningar. Inga underarter finns listade i Catalogue of Life.